# Исмаил Хакъ паша Лесковикли
Исмаил Хакъ паша Шехсюварзаде Лесковикли (на турски: İsmail Hakkı Paşa, Şehsüvarzade Leskovikli) е османски военен и администратор.

## Биография
Роден е в Лесковик, затова носи прякора Лесковикли. От юли 1856 до декември 1859 година е валия на Хакари. От май до декември 1860 година е валия на Алепския еялет, а от ноември 1865 до юли 1860 година е валия в Скопие.